# Dominick Reyes
Dominick Reyes (født 26. december 1989 Hesperia, Californien i USA) er en amerikansk MMA-udøver. Han konkurrerer i letsværvægt-divisionen og er i øjeblikket på kontrakt med Ultimate Fighting Championship. I april, 2019 er han #5 på den officielle UFC light heavyweight rangering.

## Baggrund
Reyes blev født i Hesperia, Californien i USA. Reyes har altid været en atlet, hvor han havde en brydning-baggrund og spillede fodbold da han var ung og drømte om at spille i NFL. Efter at dimittere fra Hesperia High School flyttede han til New York for at studere på Stony Brook University, hvor han fik sin bachelor i Information Systems  mens han spillede defensive back for Seawolves og blev til sidst captain. Han kom to gange til All-Conference team. Efter ikke at være blevet udvalgt, vendte han hjem til Californien og kanaliserede sin energi for at fokusere på MMA-træning i sin brors trænings-scenter, Combat Cage Academy og begyndte at konkurrere i amatør-MMA-kampe kort tid efter.
Han arbejder som IT-teknisk support for et gymnasium og kæmper professionelt for UFC.
| “ | If I train hard and do what I have to do in order to prepare myself for an upcoming fight, I should be in position to win. With football, you can do everything right and because of the variety of factors that’s involved in a game; the result may not go in your favor. With MMA, I feel I have a greater control of my destiny. | ” |

## MMA-karriere

### Tidlig karriere
Før han sluttede sig til UFC, opbyggede Reyes en amatørrekordliste på 5-0 og var to gange U of MMA-mesteren under sin amatørkarriere.
Reyes samlede også en professionel rekordliste på 6-0, herunder en sejr, der gik viral på internettet mod Jordan Powell, der lod til showboate, før han blev slået ud med et spark.

### Ultimate Fighting Championship
Reyes fik sin debut for UFC den 25. juni 2017 mod danske Joachim Christensen på UFC Fight Night 112. Han vandt kampen via teknisk knockout i kampens åbningsminut, og han fik tildelt Performance of the Night-prisen.
Reyes mødte Jeremy Kimball den 2. december 2017 på UFC 218. Reyes vandt kampen via submission i første runde.
Reyes mødte Jared Cannonier den 19. maj 2018 på UFC Fight Night 129. Han vandt kampen via TKO i første runde.
Reyes mødte Ovince Saint Preux den 6. oktober 2018 ved UFC 229. Han vandt kampen via enstemmig afgørelse. 
Reyes mødte Volkan Oezdemir den 16. marts 2019 på UFC på ESPN + 5. Han vandt kampen via en kontroversiel delt afgørelse.

## Privatliv
Reyes'kaldenavn "Devastator" er på grund af sit ødelæggende spark. Han er fan af Los Angeles Lakers og Los Angeles Dodgers, og han nyder snowboarding, wakeboarding, mountainbike, cykling og at se dokumentarprogrammer på tv.

## Mesterskaber og præstationer
- Ultimate Fighting Championship
  - Performance of the Night (1 gang) vs. Joachim Christensen [13]